# 1290
Il 1290 (MCCXC in numeri romani) è un anno  del XIII secolo.

## Nati
- 3 gennaio - Costanza del Portogallo, regina († 1313)
- 4 agosto - Leopoldo I d'Asburgo, duca († 1326)
- 24 settembre - Guidoriccio da Fogliano, militare italiano († 1352)
- Raniero Arsendi, giurista italiano († 1358)
- Jacob van Artevelde, politico fiammingo († 1345)
- Barlaam di Seminara, matematico, filosofo e vescovo cattolico italiano († 1348)
- Beatrice d'Ungheria, principessa francese († 1343)
- Thomas Bradwardine, teologo e matematico britannico († 1349)
- Corrado Confalonieri, italiano († 1351)
- Roberto de' Bardi, teologo italiano († 1349)
- Gentile da Matelica, religioso e missionario italiano († 1340)
- Guglielmo da Pastrengo, politico e scrittore italiano († 1362)
- Guglielmo II Ruggero, nobile francese († 1380)
- Guido Gonzaga, condottiero italiano († 1369)
- John Baconthorpe, religioso e filosofo britannico († 1346)
- Margherita di Borgogna, regina († 1315)
- Mayta Capac, sovrano inca († 1320)
- Guillen Rubio, religioso spagnolo
- Luigi II di Savoia-Vaud, nobile († 1348)
- Teodoro I del Monferrato, principe († 1338)
- Alberico da Rosciate, giurista, letterato e ambasciatore italiano († 1360)
- Nicolò de' Rossi, poeta e giurista italiano
- Pietro di Castiglia, principe spagnolo († 1319)

## Morti
- 28 gennaio - Dervorguilla di Galloway, nobile scozzese
- 1º febbraio - Mu'izz al-Din Kayqubad, sultano (n. 1269)
- 3 febbraio - Enrico XIII di Baviera, duca tedesco (n. 1235)
- 4 marzo - Paperone de' Paperoni, vescovo cattolico italiano
- 24 marzo - Giovanni del Bastone, presbitero italiano
- 25 aprile - Filippo Ciardelli, religioso italiano (n. 1203)
- 10 maggio - Rodolfo II d'Asburgo, nobile tedesco (n. 1270)
- 8 giugno - Beatrice Portinari, italiana
- 12 giugno - Reginaldo da Piperno, teologo e vescovo cattolico italiano
- 23 giugno - Enrico IV di Polonia, duca polacco
- 10 luglio - Ladislao IV d'Ungheria, sovrano ungherese (n. 1262)
- 13 luglio - Shams al-Dīn Kayumarth, sultano
- 4 agosto - Beata Cecilia, religiosa italiana
- 19 settembre - Maria de Cervellòn, religiosa spagnola (n. 1230)
- 26 settembre - Margherita di Scozia, regina (n. 1283)
- 8 novembre - Bartolomeo I della Scala, vescovo cattolico italiano
- 10 novembre - Qalawun, sultano turco (n. 1222)
- 29 novembre - Eleonora di Castiglia, regina (n. 1241)
- 18 dicembre - Magnus III di Svezia, re svedese
- Aldebrando di Bagnoregio, vescovo italiano
- Alice di Borgogna-Auxerre, nobile francese (n. 1251)
- Elisabetta la Cumana, regina ungherese (n. 1240)
- Gastone VII di Béarn, francese (n. 1225)
- Gregorio Ciprio, arcivescovo ortodosso e teologo bizantino (n. 1241)
- Lloque Yupanqui, sovrano inca (n. 1260)
- Margaritone d'Arezzo, pittore, scultore e architetto italiano
- Pannocchia della Sassetta, nobile, condottiero e politico italiano
- Sibilla d'Armenia, contessa
- Omodeo de Tassis, italiano
- Alice di Lusignano, nobile francese

## Calendario
| Calendario 1290 | Calendario 1290 | Calendario 1290 | Calendario 1290 | Calendario 1290 | Calendario 1290 | Calendario 1290 | Calendario 1290 | Calendario 1290 | Calendario 1290 | Calendario 1290 | Calendario 1290 | Calendario 1290 | Calendario 1290 | Calendario 1290 | Calendario 1290 | Calendario 1290 | Calendario 1290 | Calendario 1290 | Calendario 1290 | Calendario 1290 | Calendario 1290 | Calendario 1290 | Calendario 1290 | Calendario 1290 | Calendario 1290 | Calendario 1290 | Calendario 1290 | Calendario 1290 | Calendario 1290 | Calendario 1290 | Calendario 1290 | Calendario 1290 |
| --------------- | --------------- | --------------- | --------------- | --------------- | --------------- | --------------- | --------------- | --------------- | --------------- | --------------- | --------------- | --------------- | --------------- | --------------- | --------------- | --------------- | --------------- | --------------- | --------------- | --------------- | --------------- | --------------- | --------------- | --------------- | --------------- | --------------- | --------------- | --------------- | --------------- | --------------- | --------------- | --------------- |
|                 | 1               | 2               | 3               | 4               | 5               | 6               | 7               | 8               | 9               | 10              | 11              | 12              | 13              | 14              | 15              | 16              | 17              | 18              | 19              | 20              | 21              | 22              | 23              | 24              | 25              | 26              | 27              | 28              | 29              | 30              | 31              |                 |
| Gennaio         | Do              | Lu              | Ma              | Me              | Gi              | Ve              | Sa              | Do              | Lu              | Ma              | Me              | Gi              | Ve              | Sa              | Do              | Lu              | Ma              | Me              | Gi              | Ve              | Sa              | Do              | Lu              | Ma              | Me              | Gi              | Ve              | Sa              | Do              | Lu              | Ma              |                 |
| Febbraio        | Me              | Gi              | Ve              | Sa              | Do              | Lu              | Ma              | Me              | Gi              | Ve              | Sa              | Do              | Lu              | Ma              | Me              | Gi              | Ve              | Sa              | Do              | Lu              | Ma              | Me              | Gi              | Ve              | Sa              | Do              | Lu              | Ma              |                 |                 |                 |                 |
| Marzo           | Me              | Gi              | Ve              | Sa              | Do              | Lu              | Ma              | Me              | Gi              | Ve              | Sa              | Do              | Lu              | Ma              | Me              | Gi              | Ve              | Sa              | Do              | Lu              | Ma              | Me              | Gi              | Ve              | Sa              | Do              | Lu              | Ma              | Me              | Gi              | Ve              |                 |
| Aprile          | Sa              | Do              | Lu              | Ma              | Me              | Gi              | Ve              | Sa              | Do              | Lu              | Ma              | Me              | Gi              | Ve              | Sa              | Do              | Lu              | Ma              | Me              | Gi              | Ve              | Sa              | Do              | Lu              | Ma              | Me              | Gi              | Ve              | Sa              | Do              |                 |                 |
| Maggio          | Lu              | Ma              | Me              | Gi              | Ve              | Sa              | Do              | Lu              | Ma              | Me              | Gi              | Ve              | Sa              | Do              | Lu              | Ma              | Me              | Gi              | Ve              | Sa              | Do              | Lu              | Ma              | Me              | Gi              | Ve              | Sa              | Do              | Lu              | Ma              | Me              |                 |
| Giugno          | Gi              | Ve              | Sa              | Do              | Lu              | Ma              | Me              | Gi              | Ve              | Sa              | Do              | Lu              | Ma              | Me              | Gi              | Ve              | Sa              | Do              | Lu              | Ma              | Me              | Gi              | Ve              | Sa              | Do              | Lu              | Ma              | Me              | Gi              | Ve              |                 |                 |
| Luglio          | Sa              | Do              | Lu              | Ma              | Me              | Gi              | Ve              | Sa              | Do              | Lu              | Ma              | Me              | Gi              | Ve              | Sa              | Do              | Lu              | Ma              | Me              | Gi              | Ve              | Sa              | Do              | Lu              | Ma              | Me              | Gi              | Ve              | Sa              | Do              | Lu              |                 |
| Agosto          | Ma              | Me              | Gi              | Ve              | Sa              | Do              | Lu              | Ma              | Me              | Gi              | Ve              | Sa              | Do              | Lu              | Ma              | Me              | Gi              | Ve              | Sa              | Do              | Lu              | Ma              | Me              | Gi              | Ve              | Sa              | Do              | Lu              | Ma              | Me              | Gi              |                 |
| Settembre       | Ve              | Sa              | Do              | Lu              | Ma              | Me              | Gi              | Ve              | Sa              | Do              | Lu              | Ma              | Me              | Gi              | Ve              | Sa              | Do              | Lu              | Ma              | Me              | Gi              | Ve              | Sa              | Do              | Lu              | Ma              | Me              | Gi              | Ve              | Sa              |                 |                 |
| Ottobre         | Do              | Lu              | Ma              | Me              | Gi              | Ve              | Sa              | Do              | Lu              | Ma              | Me              | Gi              | Ve              | Sa              | Do              | Lu              | Ma              | Me              | Gi              | Ve              | Sa              | Do              | Lu              | Ma              | Me              | Gi              | Ve              | Sa              | Do              | Lu              | Ma              |                 |
| Novembre        | Me              | Gi              | Ve              | Sa              | Do              | Lu              | Ma              | Me              | Gi              | Ve              | Sa              | Do              | Lu              | Ma              | Me              | Gi              | Ve              | Sa              | Do              | Lu              | Ma              | Me              | Gi              | Ve              | Sa              | Do              | Lu              | Ma              | Me              | Gi              |                 |                 |
| Dicembre        | Ve              | Sa              | Do              | Lu              | Ma              | Me              | Gi              | Ve              | Sa              | Do              | Lu              | Ma              | Me              | Gi              | Ve              | Sa              | Do              | Lu              | Ma              | Me              | Gi              | Ve              | Sa              | Do              | Lu              | Ma              | Me              | Gi              | Ve              | Sa              | Do              |                 |